# Educación económica
La educación económica es un campo dentro de la economía que se enfoca en dos temas principales: el estado actual y los esfuerzos para mejorar el plan de estudios de economía, los materiales y las técnicas pedagógicas utilizadas para enseñar economía en todos los niveles educativos; e investigación sobre la efectividad de técnicas educativas alternativas en economía, el nivel de alfabetización económica de varios grupos y los factores que influyen en el nivel de alfabetización económica. La educación económica puede verse como un proceso, ciencia y producto; como un proceso: la educación económica implica una fase temporal de inculcar las habilidades y los valores necesarios en los alumnos, en otras palabras, implica la preparación de los alumnos para ser un posible educador económico (maestros) y la difusión de información económica valiosa sobre los alumnos  para que mejoren su nivel de vida al participar en emprendimientos significativos; como ciencia, significa que es un cuerpo de conocimiento organizado que está sujeto a pruebas / pruebas científicas; y como producto, la educación económica implica la inculcación de valores / habilidades / disposición vendibles en los estudiantes que son deseables por los empleadores de la mano de obra y la sociedad en general. La educación económica es distinta de la economía de la educación, que se centra en la economía de la institución educativa.
Existen varias organizaciones en todo el mundo dedican recursos a la educación económica.
Entre revistas dedicadas al tema de la educación económica se incluyen al Journal of Economic Education, International Review of Economics Education, Australasian Journal of Economics Education, y Computers in Higher Education Economics Review.
Los planes de estudio de economía a nivel universitario, particularmente los cursos introductorios, han sido criticados por poner un énfasis exagerado en la economía neoclásica y no explicar fenómenos económicos del mundo real como la crisis financiera de 2007-2008.